# Stazione di Santa Maria la Longa
La stazione di Santa Maria la Longa è una fermata ferroviaria di superficie di tipo passante del Friuli-Venezia Giulia che si trova sulla linea Udine-Cervignano.

## Storia
A lavori già iniziati, il 28 Luglio 1888 il comune di Santa Maria la Longa chiese la creazione della fermata, che straordinariamente, fu completata e attivata in un solo mese. Con la Prima Guerra Mondiale e la Disfatta di Caporetto il traffico viaggiatori fu interrotto dal 1° Novembre 1917 al 6 Novembre 1918. Il 29 Ottobre 1921 la Salma del Milite Ignoto percorre la Ferrovia Udine-cervignano alla volta di Udine, e proprio in quella mattinata i cittadini di Santa Maria commemoravano la salma con un portale di fiori e rampicanti in cui ci sarebbe dovuto passare il treno. La fermata ha avuto un rilancio con l'elettrificazione nel 1988 fino alla sospensione del traffico passeggeri dal 2013.

## Movimento
Prima della chiusura era servita da alcuni treni regionali e regionali veloci in direzione Udine, Cervignano del friuli e Trieste. Non è più servita da treni dall'introduzione dell'orario cadenzato il 15 dicembre 2013.

## Servizi
La stazione dispone dei seguenti servizi:
- Biglietteria automatica
- Interscambio Autobus
- Parcheggio di scambio
- Annunci sonori arrivi e partenze treni

La stazione è dotata di un marciapiede non rialzato lungo 150 metri di cui 70 asfaltati con la linea gialla e i restanti 80 metri erano in ghiaia prima di essere stati asportati nel 2021 (ne sono rimasti solo 10 metri ad oggi).

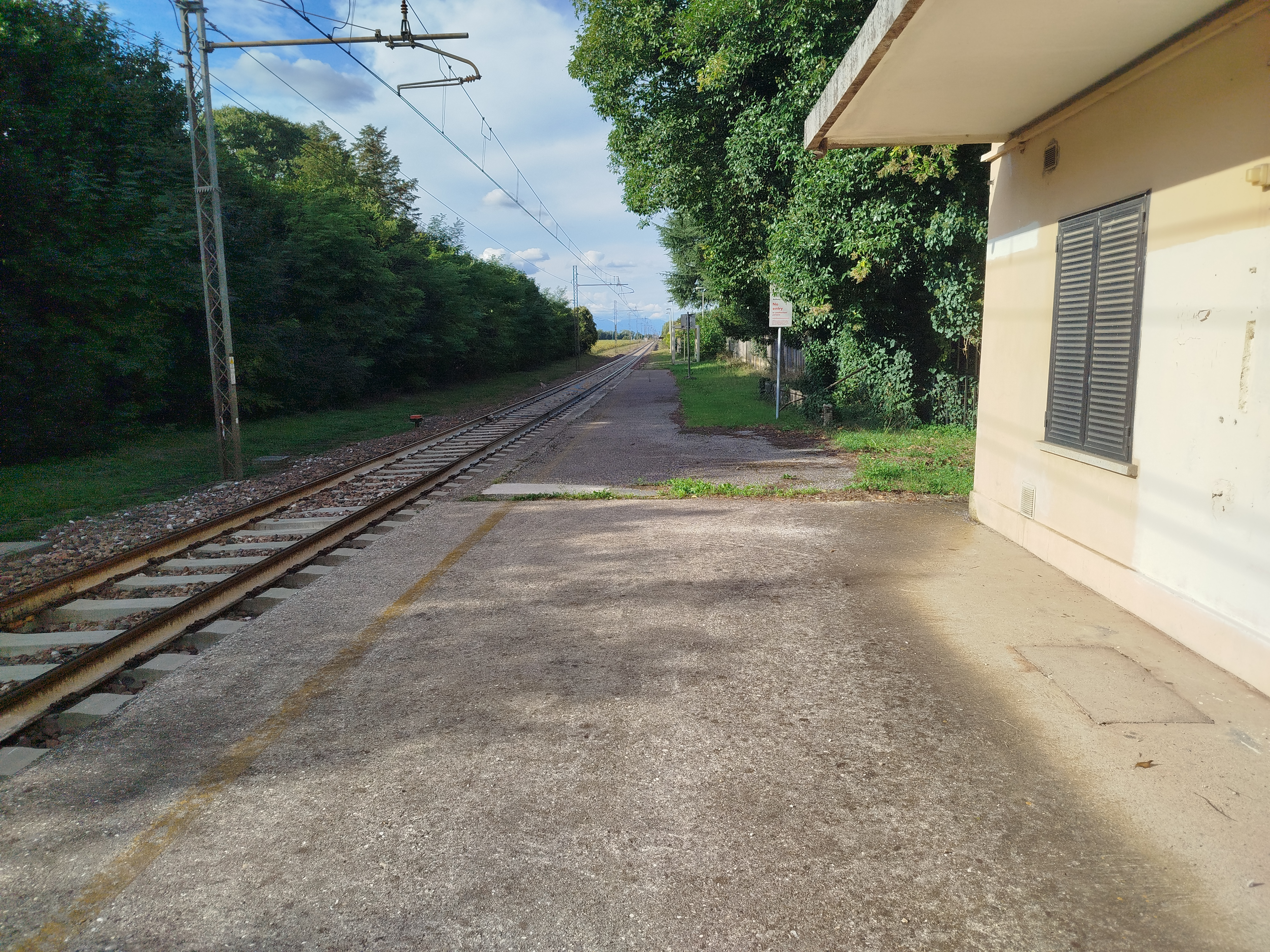
marciapiede della stazione nel 2024

Aveva 9 lampioni che rimasero attivi fino al 2022, oggi sono solo 4 inattivi. Attualmente rimane una pensilina in plexiglass in cattive condizioni.

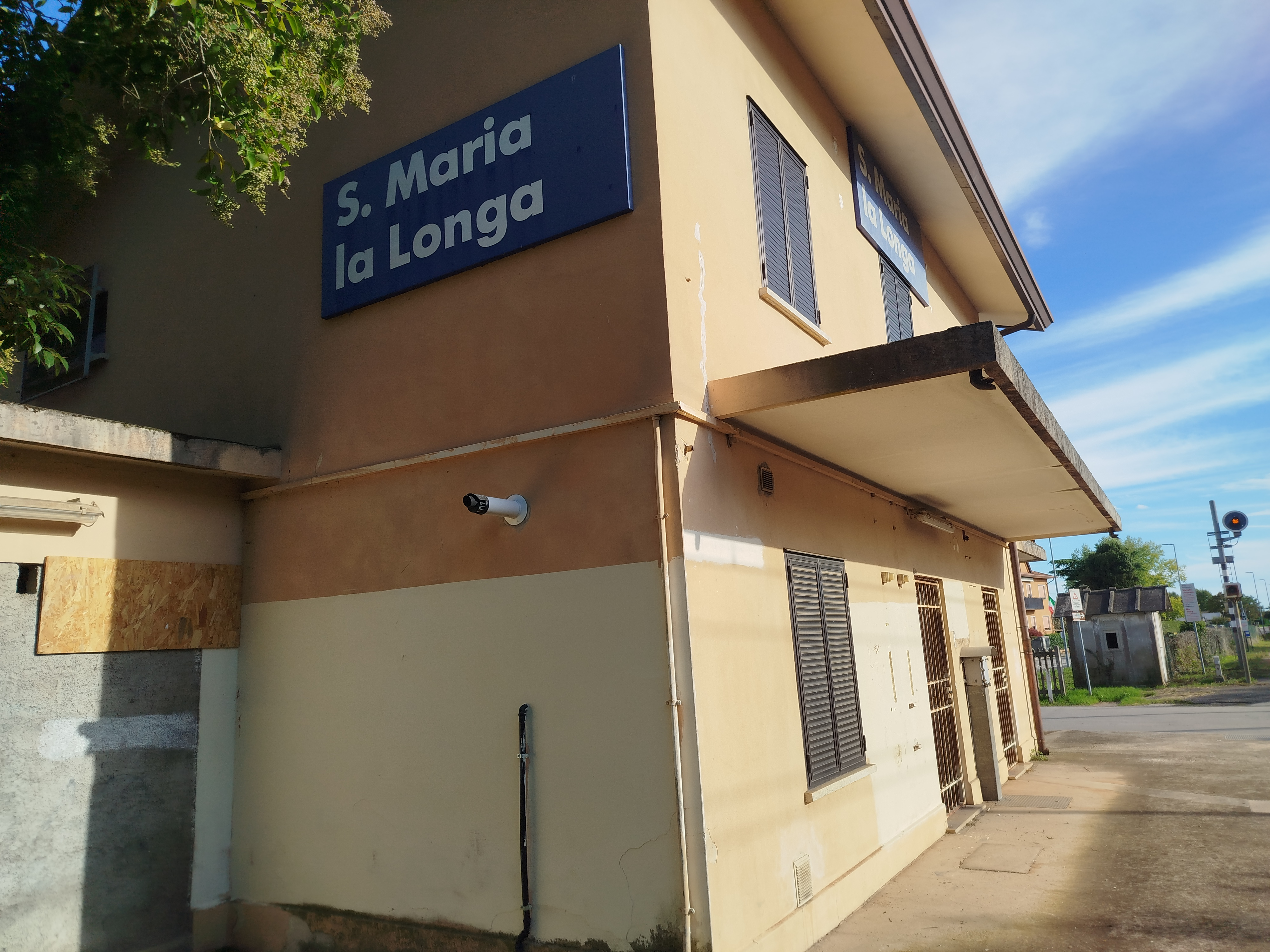
Parte laterale della stazione nel 2024